# São Martinho de Escariz
São Martinho de Escariz foi uma freguesia portuguesa do município de Vila Verde, com 1,87 km² de área e 361 habitantes (2011). Densidade: 193 hab/km².
Foi uma freguesia extinta (agregada) em 2013, no âmbito de uma reforma administrativa nacional, para, em conjunto com São Mamede de Escariz, formar uma nova freguesia denominada União das Freguesias de Escariz (São Mamede) e Escariz (São Martinho).
É a terra natal da escritora Maria do Céu Nogueira.

## População
| População da freguesia de Escariz (São Martinho) | População da freguesia de Escariz (São Martinho) | População da freguesia de Escariz (São Martinho) | População da freguesia de Escariz (São Martinho) | População da freguesia de Escariz (São Martinho) | População da freguesia de Escariz (São Martinho) | População da freguesia de Escariz (São Martinho) | População da freguesia de Escariz (São Martinho) | População da freguesia de Escariz (São Martinho) | População da freguesia de Escariz (São Martinho) | População da freguesia de Escariz (São Martinho) | População da freguesia de Escariz (São Martinho) | População da freguesia de Escariz (São Martinho) | População da freguesia de Escariz (São Martinho) | População da freguesia de Escariz (São Martinho) |
| ------------------------------------------------ | ------------------------------------------------ | ------------------------------------------------ | ------------------------------------------------ | ------------------------------------------------ | ------------------------------------------------ | ------------------------------------------------ | ------------------------------------------------ | ------------------------------------------------ | ------------------------------------------------ | ------------------------------------------------ | ------------------------------------------------ | ------------------------------------------------ | ------------------------------------------------ | ------------------------------------------------ |
| 1864                                             | 1878                                             | 1890                                             | 1900                                             | 1911                                             | 1920                                             | 1930                                             | 1940                                             | 1950                                             | 1960                                             | 1970                                             | 1981                                             | 1991                                             | 2001                                             | 2011                                             |
| 374                                              | 416                                              | 441                                              | 401                                              | 435                                              | 409                                              | 375                                              | 425                                              | 436                                              | 450                                              | 326                                              | 411                                              | 355                                              | 354                                              | 361                                              |

## História
Pertenceu ao concelho de Penela do Minho, e após a extinção deste por decreto de 24 de Outubro de 1855, ao concelho (atual município) de Vila Verde.

## Património
- Igreja Matriz
- Cruzeiro
- Capela das Cruzes
- Fonte da Carapuça

## Lugares
- Agra, Brazilia, Calvário, Casais, Costa, Curros, Igreja, Eirados, Entre-as-Devesas, Garcio, Monte, Outeiro, Passos, Poja, Quinta, Salgueiral, Sardoal, Silveira e Tarrastal.